# Список послов России и СССР в Бухаре
В статье представлен список послов России и СССР в Бухаре.

## Хронология дипломатических отношений
- 28 сентября 1873 г. — подписан русско-бухарский договор в Шахрисабзе.
- 1 января 1886 г. — открыто российское политическое агентство в Бухаре.
- 17 марта 1917 г. — политическое агентство преобразовано в миссию во главе с резидентом.
- Октябрь 1917 г. — отношения прерваны после Октябрьской революции.
- 4 марта 1921 г. — установлены дипломатические отношения между РСФСР и Бухарской народной советской республикой.
- 27 октября 1924 г. — Бухарская Социалистическая Советская Республика упразднена.

## Список послов
| Срок полномочий                   | Посол                            | Годы жизни | Комментарии                                         |
| --------------------------------- | -------------------------------- | ---------- | --------------------------------------------------- |
| Русское царство                   |                                  |            |                                                     |
| 1718 — 1721                       | Флорио Беневени                  |            | Посланник                                           |
| Российская империя                |                                  |            |                                                     |
| 1721 — 8 апреля 1725              | Флорио Беневени                  |            | Посланник                                           |
| 1802 — 30 сентября 1803           | Пётр Яковлевич Гавердовский      | 177?—1812  | Посол. К месту назначения не прибыл                 |
| 1820                              | Александр Фёдорович Негри        | 1784—1854  | Со специальной миссией                              |
| 1841 — 8 апреля 1842              | Константин Фёдорович Бутенёв     | 1805—1869  | Глава миссии                                        |
| 16 октября 1857 — октябрь 1858    | Николай Павлович Игнатьев        | 1832—1908  | Глава миссии                                        |
| 1865 — 1866                       | Кирилл Васильевич Струве         | 1835—1907  | Глава миссии                                        |
| 1880 — 1881                       | Иван Иванович Ибрагимов          | 1841—1891  | Глава миссии                                        |
| 1 января 1886 — 27 марта 1890     | Николай Валерьевич Чарыков       | 1855—1930  | Политический агент                                  |
| 27 марта 1890 — 18 июля 1895      | Павел Михайлович Лессар          | 1851—1905  | Политический агент                                  |
| 18 июля 1895 — 29 марта 1902      | Владимир Иванович Игнатьев       | 1853—1902  | Политический агент                                  |
| 1 апреля 1902 — 1910              | Яков Яковлевич Лютш              | 1854—19??  | Политический агент                                  |
| 1911 — 1913                       | Александр Сергеевич Сомов        | 1859—1928  | Политический агент                                  |
| 1913 — 1916                       | Алексей Константинович Беляев    | 1870—1960  | Политический агент                                  |
| Октябрь 1916 — март 1917          | Александр Яковлевич Миллер       | 1868—1940  | Политический агент                                  |
| Временное правительство России    |                                  |            |                                                     |
| Март — 17 апреля 1917             | Александр Яковлевич Миллер       | 1868—1940  | Политический агент до 17 марта 1917, затем резидент |
| Май — октябрь 1917                | Сергей Виссарионович Чиркин      | 1875—1943  | Резидент                                            |
| РСФСР                             |                                  |            |                                                     |
| 8 сентября — декабрь 1920         | Валериан Владимирович Куйбышев   | 1888—1935  | Полномочный представитель                           |
| 1920                              | Семён Маркович Диманштейн        | 1886—1938  | Полномочный представитель                           |
| 16 мая 1921 — 1 февраля 1922      | Константин Константинович Юренёв | 1888—1938  | Полномочный представитель                           |
| 1922 — 1 августа 1922             | Андрей Михайлович Бодров         | 1896—1938  | Полномочный представитель                           |
| 9 августа 1922 — 30 декабря 1922  | Игорь Романович Фонштейн         | 1886—1969  | Полномочный представитель                           |
| СССР                              |                                  |            |                                                     |
| 30 декабря 1922 — 21 декабря 1923 | Игорь Романович Фонштейн         | 1886—1969  | Полномочный представитель                           |
| 1923 — 1 апреля 1925              | Андрей Александрович Знаменский  | 1887—1943  | Полномочный представитель                           |